# Bellús
Bellús település Spanyolországban, Valencia tartományban. Bellús Guadasequies, Xàtiva, L’Olleria, Benigànim és Sempere községekkel határos. Lakosainak száma 302 fő (2024).

## Népesség
A település lakosságának változását az alábbi diagram mutatja:
| Lakosok száma | 400  | 383  | 387  | 374  | 359  | 325  | 315  | 304  | 301  | 302  |
|               | 2001 | 2004 | 2007 | 2009 | 2012 | 2014 | 2017 | 2019 | 2022 | 2024 |